# Людовик II Заика
Людовик II Заика (Людовик Косноязычный; лат. Ludowicus Balbus, фр. Louis le Begue; 1 ноября 846 — 10 апреля 879) — король Аквитании (под именем Людовик III) с 866 года, король Западно-Франкского королевства (Франции), король Лотарингии и король Прованса с 877 года, из династии Каролингов. Сын Карла II Лысого и Ирментруды Орлеанской.

## Биография

### Правление
При жизни отца Людовик не раз восставал против него. В 856 — 866 годах Людовик был королём Нейстрии, а в 866 году получил Аквитанию, но был этим недоволен, потому что фактически правил Аквитанией граф Прованса Бозон Вьеннский, любимец Карла Лысого.
После смерти отца 8 декабря 877 года Людовик, единственный из четырёх сыновей Карла Лысого, переживший отца, короновался в Компьене. Новый король попытался «заручиться поддержкой всех, кого только можно, раздаривая аббатства, графства и всё, что бы каждый ни попросил». Этим он вызвал недовольство части аристократии, чьи земли раздаривал. После трудных и долгих переговоров, король согласился на условия вельмож. Однако маркграф Готии Бернар, который правил на юге Франции и, по словам хрониста, «вёл себя будто король», не признал коронации Людовика Заики и поднял мятеж (878 год). Усилиями Гуго Аббата, Бозона, Бернара Плантвелю и королевского камергера Теодориха мятеж был подавлен, а Бернар Готский утратил большую часть своих владений.
В том же году папа Иоанн VIII, которого притеснял герцог Сполето Ламберт II, прибыл в Западно-Франкское государство, чтобы заручиться поддержкой короля и в свою очередь оказать тому услугу, приведя к присяге его вельмож. Людовик тепло принял папу в Труа, где папа на церковном соборе осудил мятеж Бернара Готского, а затем 7 сентября 878 года короновал Людовика.
Однако Людовик Заика, будучи уже длительное время больным, приближался к концу своего жизненного пути. Его сын Людовик III вот уже несколько месяцев замещал его с помощью Бозона и Гуго Аббата. 10 апреля 879 года Людовик Заика скончался на 33-м году жизни, пробыв королём менее двух лет.
Он был погребён в церкви Св. Марии, которая представляла собой копию императорской капеллы в Ахене. Людовик Заика был первым из западных Каролингов, погребённым не в аббатстве Сен-Дени, так как, добиваясь поддержки франкской аристократии при восхождении на престол, Людовик передал фамильное аббатство Гозлену, будущему епископу Парижа.

### Семья
- 1-я жена: (c 862 года) (развод)[2] — Ансгарда Бургундская (826—880), дочь графа Ардуина Бургундского
  - Людовик III (863—882), король Западно-Франкского государства с 879 года[3]
  - Карломан II (866—884), король Западно-Франкского государства с 879 года
  - Хильдегарда
  - Гизела (869 — до ноября 894); муж: Роберт I (убит в феврале или октябре 886), граф де Труа с 876 года.

- 2-я жена: (с февраля 875 года) Аделаида Парижская (ок. 850/853 — 10 ноября 901), дочь пфальцграфа Адаларда[англ.]
  - Ирментруда (875/878 — ок. 892?); муж: неизвестный по имени. По мнению историка Эдуарда Главички, этим мужем был Ренье I Длинношеий (ок. 850 — 25 августа или 25 ноября 915), граф Маасгау[нидерл.], граф Геннегау (Эно) в 890—898 годах, маркиз Лотарингии с 911 года. Сам брак по его мнению был заключён около 888 года[4]
  - Карл III Простоватый (879—929), король Западно-Франкского государства в 893—922 годах.